# Карпињано (Авелино)
Карпињано је насеље у Италији у округу Авелино, региону Кампанија.
Према процени из 2011. у насељу је живело 219 становника. Насеље се налази на надморској висини од 614 м.